# Xã Blandinsville, Quận McDonough, Illinois
Xã Blandinsville (tiếng Anh: Blandinsville Township) là một xã thuộc quận McDonough, tiểu bang Illinois, Hoa Kỳ. Năm 2010, dân số của xã này là 846 người.